# 잔류 러시아인

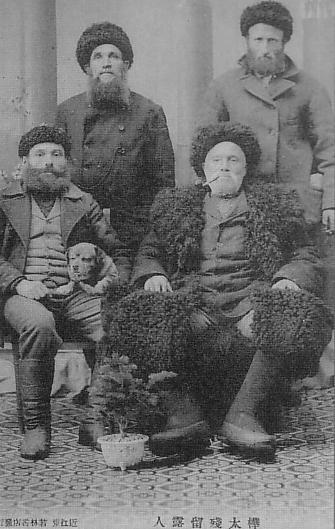
가라후토의 잔류 러시아인

잔류 러시아인(일본어: 残留ロシア人, ざんりゅうロシアじん)은 포츠머스 조약에 의해 러시아 제국에서 일본 제국으로 편입된 남가라후토에, 그대로 계속 잔류한 옛 러시아 제국 국민 중, 전부터의 선주민족을 제외하는 사람을 가리킨다. 잔류 로인(残留露人)이라고도 한다.

## 개요
남가라후토는 러일 전쟁의 강화조약인 포츠머스 조약에 의해 일본 제국에 할양되었다. 거기까지 살고 있던 러시아 국민은, 그대로 잔류하든지, 북사할린이나 러시아 본토로 귀환하든지 양자택일을 재촉당했다. 태반의 주민은 귀환을 선택했지만, 소수의 사람은 잔류를 선택했다. 이것이 가라후토에서 잔류 러시아인의 기원이다.
잔류 러시아인은 재산권이 보증되었기 때문에, 지금그대로의 생활을 보낼 수가 있었다. 그들의 대부분은 자가제의 빵을 구우며, 그것을 러시아 빵(ロシアパン)이라고 이름붙이며 역앞에서 판매하고 있었다. 이 러시아빵은 당시의 가라후토 토산으로써 알려져 있으며, 러시아빵의 사라고 외치는 소리는 가라후토의 풍물시였다.
이윽고 잔류 러시아인은 일본인 사회와 동화될 수 있게 되며, 일본인 경영의 기업이나 상점에 근무하는 사람을 나타났다. 중에는 마르키얀 보리슈코처럼 일본인 여성을 아내로 해서, 목장을 경영해서 일본인을 고용하는 정도의 명사(名士)도 출연했다.
하지만, 1945년 8월 소련이 일본 제국에 선전 포고를 하면서 붉은 군대가 가라후토로 침공했다. 또한 그들의 생활도 큰 전기를 맞이했다. 그들의 대부분은(공산화에 의해) 지금까지의 재산을 잃어버리고, 중에는 정치범으로서 처분된 사람도 있었다. 이윽고, 러시아 본토에서 이주해온 새로운 주민과 동화하며 사실상 소멸했다.

## 출신
잔류 러시아인은, 민족으로써의 러시아인뿐만 아니고, 폴란드인이나 우크라이나인도 포함되고 있었다. 덧붙여서 말하면 마르키얀 보리슈코는 우크라이나인이다. 그들은 무국적이었지만, 폴란드계에 대해서는, 폴란드 정부에서 국적이 부여되며, 가라후토 재주의 재일 폴란드인으로서 취급되게 되었다.

## 같이 보기
- 러시아인
- 가라후토 청
- 백계 러시아인
- 재일 러시아인
- 마르키얀 보리슈코(제48대 요코즈나・다이호 고키의 아버지이고, 가라후토에서 잔류 러시아인의 명사(名士)였다.)